# П'єр-Парт (Луїзіана)
П'єр-Парт (англ. Pierre Part) — переписна місцевість (CDP) в США, в окрузі Ассумпсьйон штату Луїзіана. Населення — 3024 особи (2020).

## Географія
П'єр-Парт розташований за координатами 29°57′19″ пн. ш. 91°12′10″ зх. д. / 29.95528° пн. ш. 91.20278° зх. д. (29.955356, -91.202843).  За даними Бюро перепису населення США в 2010 році переписна місцевість мала площу 7,98 км², з яких 7,95 км² — суходіл та 0,03 км² — водойми.

## Демографія
Згідно з переписом 2010 року, у переписній місцевості мешкало 3169 осіб у 1288 домогосподарствах у складі 916 родин. Густота населення становила 397 осіб/км².  Було 1421 помешкання (178/км²).
Расовий склад населення:
| - 98,6 % — білих - 0,2 % — корінних американців |

До двох чи більше рас належало 0,9 %. Частка іспаномовних становила 1,0 % від усіх жителів.
За віковим діапазоном населення розподілялося таким чином: 23,3 % — особи молодші 18 років, 61,7 % — особи у віці 18—64 років, 15,0 % — особи у віці 65 років та старші. Медіана віку мешканця становила 41,0 року. На 100 осіб жіночої статі у переписній місцевості припадало 92,3 чоловіків;  на 100 жінок у віці від 18 років та старших — 91,9 чоловіків також старших 18 років.
Середній дохід на одне домашнє господарство  становив 78 848 доларів США (медіана — 79 583), а середній дохід на одну сім'ю — 88 359 доларів (медіана — 88 845). Медіана доходів становила 67 068 доларів для чоловіків та 33 784 долари для жінок. За межею бідності перебувало 7,0 % осіб, у тому числі 11,1 % дітей у віці до 18 років та 12,7 % осіб у віці 65 років та старших.
Цивільне працевлаштоване населення становило 1442 особи. Основні галузі зайнятості: освіта, охорона здоров'я та соціальна допомога — 24,0 %, будівництво — 24,0 %, транспорт — 10,1 %, мистецтво, розваги та відпочинок — 8,5 %.